# Veaceslav Negruța
Veaceslav Negruța,,, né le 4 mars 1972 à Delacău, alors en Union soviétique, est un économiste et homme politique moldave, membre du Parti libéral-réformateur (PLR).
Il est ministre des Finances de la République de Moldavie entre 2009 et 2013.

## Biographie

### Formation et carrière
En 1994, après cinq années d'études à l'académie des études économiques de Moldavie, il obtient un diplôme de sciences économiques et de management. Il est aussitôt nommé directeur de l'unité d'analyse financière et macroéconomique du ministère moldave des Finances pour trois ans, après quoi il devient macroéconomiste au centre de recherche stratégique et des réformes de la Banque mondiale.
Il occupe ce poste jusqu'en 1999, lorsqu'il est recruté comme conseiller d'État auprès du Premier ministre Ion Sturza, qui reste au pouvoir pendant quelques mois seulement. L'année suivante, il prend la direction du département de politique monétaire et de recherche de la banque nationale, avant d'obtenir, en 2001, un poste d'économiste auprès de l'Agence des États-Unis pour le développement international (USAID) en Moldavie.
Il renonce en 2005, et se lance trois ans plus tard dans la profession d'expert indépendant, après avoir travaillé notamment comme consultant pour la Banque mondiale pendant deux ans.

### Activité politique
Membre du Parti libéral-démocrate de Moldavie (PLDM), Veaceslav Negruța est nommé ministre des Finances de Moldavie dans la coalition libérale de Vlad Filat le 25 septembre 2009.
Il est reconduit le 14 janvier 2011 dans le second gouvernement Filat, puis le 31 mai 2013 dans la nouvelle coalition de centre-droit emmenée par Iurie Leancă. Il démissionne le 14 août 2013 et rejoint en 2014 le Parti libéral-réformateur. Il se présente sous les couleurs du PLR aux législatives de cette même année mais n'obtient pas de siège au Parlement.